# El cafre (película)
El cafre es una película mexicana de 1986 dirigida por Gilberto Gazcón rodada en la ciudad de Tijuana y en la Ciudad de México (México). Es una coproducción México-España, basada en la novela "El cafre" de Manuel Cubillas Bravo.

## Sinopsis
Pedro (Joaquín Cordero) es un chófer de camión foráneo. A su llegada a Tijuana su contratista no le proporciona un dinero que le pide prestado para pagar sus adeudos; frustrado, Pedro debe regresar en días a México, donde vive. Esa noche su patrón le llama para contactarlo con unos contrabandistas. Aunque en primera instancia Pedro se niega, éstos ofrecen pagarle 400.000 pesos por llevar a México una mercancía volátil e ilegal; por su situación acepta. En el viaje, un físico de nombre Carlos Cuenca le acompaña para verificar el funcionamiento del equipo ilegal. En su travesía el producto sufre daños, pues es un agente de nitrato altamente explosivo; debe viajar refrigerado a 0°, y si sobrepasa los 20° estallará. Con varios contratiempos recorren, pero en las revisiones, y considerando que Pedro debe solucionar muchos problemas en su familia, cuyos hijos están desintegrados, su hija Adriana (Blanca Guerra) se ha fugado con su amante, causando un daño severo a su madre; su hijo busca vengarse por el daño hecho a su familia. Mientras tanto Pedro pasa un retén, los oficiales lo persiguen, y al tratar de arrestarlos el físico les da muerte y los arrojan con todo y patrulla a un barranco, aunque uno de ellos lo hiere de muerte; aun así continúan, pero ahora requieren hielo para mantener la gelatinita abajo de los 20°. El físico muere dentro del camión, Pedro trata de llegar a México antes de las 9 de la noche para evitar que su hijo mate al amante de su hija; pero presintiendo la tragedia, pues su hijo los asesina a ambos, y al ser perseguido por los policías, se estrella contra un camión de gas, estallando todo alrededor.

## Reparto
- Joaquín Cordero - Pedro
- Ramiro Oliveros - Físico  Carlos Cuenca
- Sergio Goyri - Francisco
- Valentín Trujillo - Juan Landa
- Blanca Guerra  - Adriana
- Concha Márquez Piquer  - Esposa
- Andrés García - Camionero
- Julio Alemán - Camionero
- Felipe Arriaga - Policía
- Socorro Bonilla
- Mario Cid - Camionero
- Edgardo Gazcón
- Humberto Elizondo - Policía
- Pedro Weber "Chatanuga" - Policía
- Bruno Rey
- Rebeca Silva
- Jorge Patiño
- Miguel Manzano - Don Matías
- Armando Silvestre
- Hilda Aguirre
- Lyn May

## Ficha técnica
- Argumento: Fernando Patiño, Jorge Gazcón, Gilberto Cavanillas
- Guion: Fernando Patiño, Jorge Gazcón, Gilberto Cavanillas
- Director de Fotografía: Leopoldo Villaseñor
- Música: Gregorio García Segura
- Montaje: Sergio Soto
- Estreno de la película:

1. España 17 de junio de 1985
2. México 17 de junio de 1986